# William Carvalho
William Silva de Carvalho (Luanda, Angola, 7 de abril de 1992) es un futbolista portugués que juega como centrocampista en el C. F. Pachuca de la Primera División de México.

## Trayectoria

### Sporting de Portugal
Nació en Luanda, Angola. A muy temprana edad se mudó a Portugal, donde se incorporó a las categorías inferiores de Sporting Clube de Portugal con 13 años. Hizo su debut profesional el 3 de abril de 2011, en un partido contra el Vitória S. C., que acabó con el resultado de 1-1 y en el que disputó 6 minutos.
El club lo cedió en dos ocasiones para que ganase experiencia. La primera fue al Fátima en la campaña 2011, y la segunda al Círculo de Brujas entre 2011 y 2013. En la temporada 2013-14 regresa al club lisboeta, donde se convierte en uno de los pilares fundamentales del equipo dirigido en aquel entonces por Leonardo Jardim. Durante los siguientes años su buen desempeño y regularidad le aseguran la titularidad en el equipo lisboeta. 
En la temporada 2014-15 consigue su primer título como profesional al alzarse campeón de la Copa de Portugal con el Sporting, venciendo en los penalties al Sporting de Braga. En la temporada siguiente ganaría su segundo título, al levantar la Supercopa de Portugal venciendo por 1-0 al S. L. Benfica.

### Real Betis Balompié

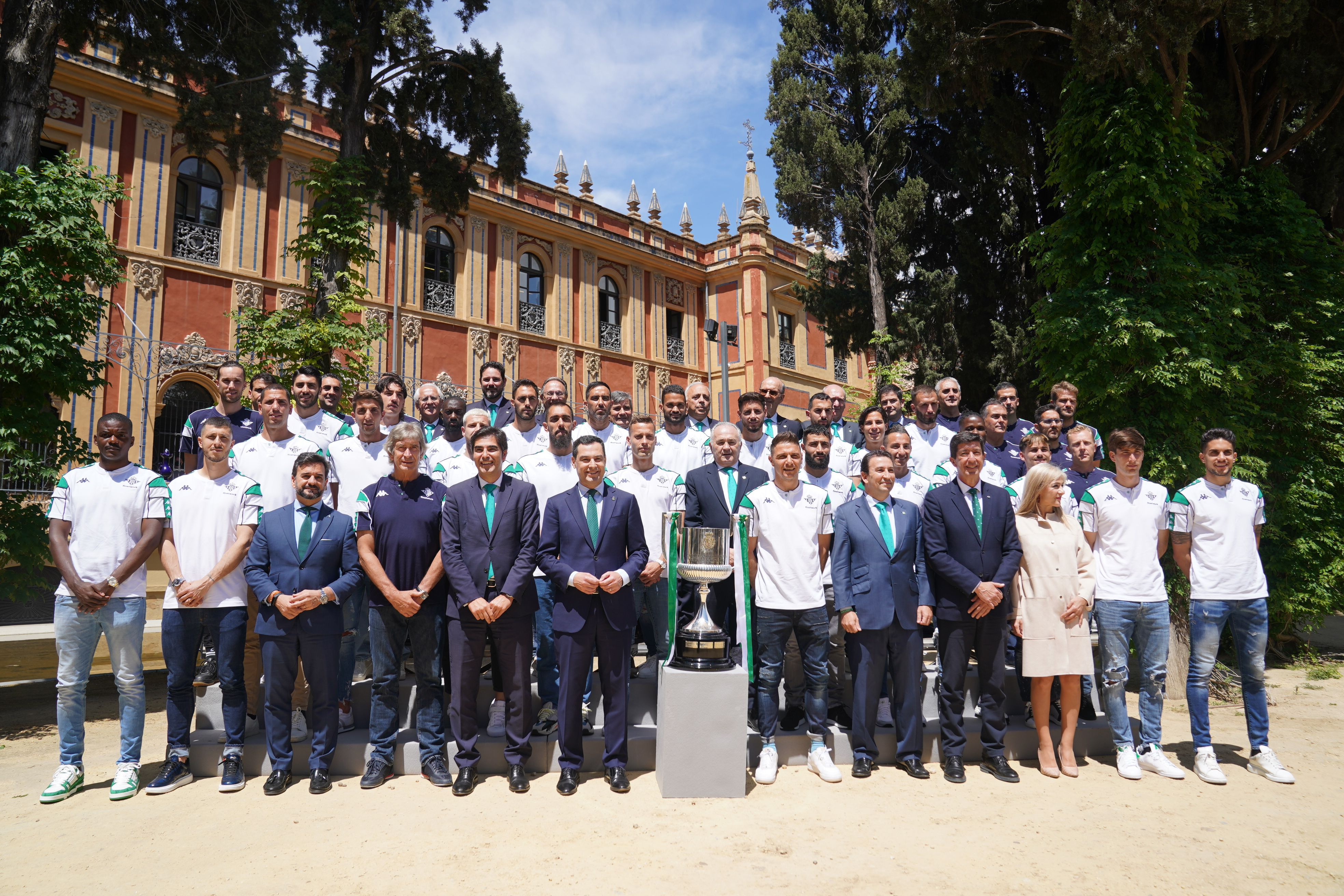
Recepción por la consecución de la Copa del Rey con el Real Betis en 2022.

El 13 de julio de 2018 se hizo oficial su fichaje por el Real Betis Balompié hasta 2023.
Tras un buen año inicial y una bajada de su actuaciones en el segundo año, entrenado por Rubi, que le llevó a no ser convocado con la selección portuguesa. La llegada del chileno Manuel Pellegrini al banquillo suspuso un crecimiento exponencial de su rendimiento que alcanzó las mejores cifras de goles y asistencias de su carrera en la temporada 2021/22 y fue uno de los principales protagonistas en la obtención del título de campeón de la Copa del Rey en 2022 y de la clasificación para Europa del club verdiblanco dos años sucesivos y que le valieron para ser convocado para disputar  el mundial de 2022 en Catar.
En septiembre de 2022, amplió su contrato con el Betis hasta 2026. Se acabó marchando un año antes tras llegar a un acuerdo para su desvinculación. En ese momento, con 223, era el extranjero con más partidos en la historia del club.
El 25 de julio de 2025 se anunció su fichaje por C. F. Pachuca.

## Selección nacional

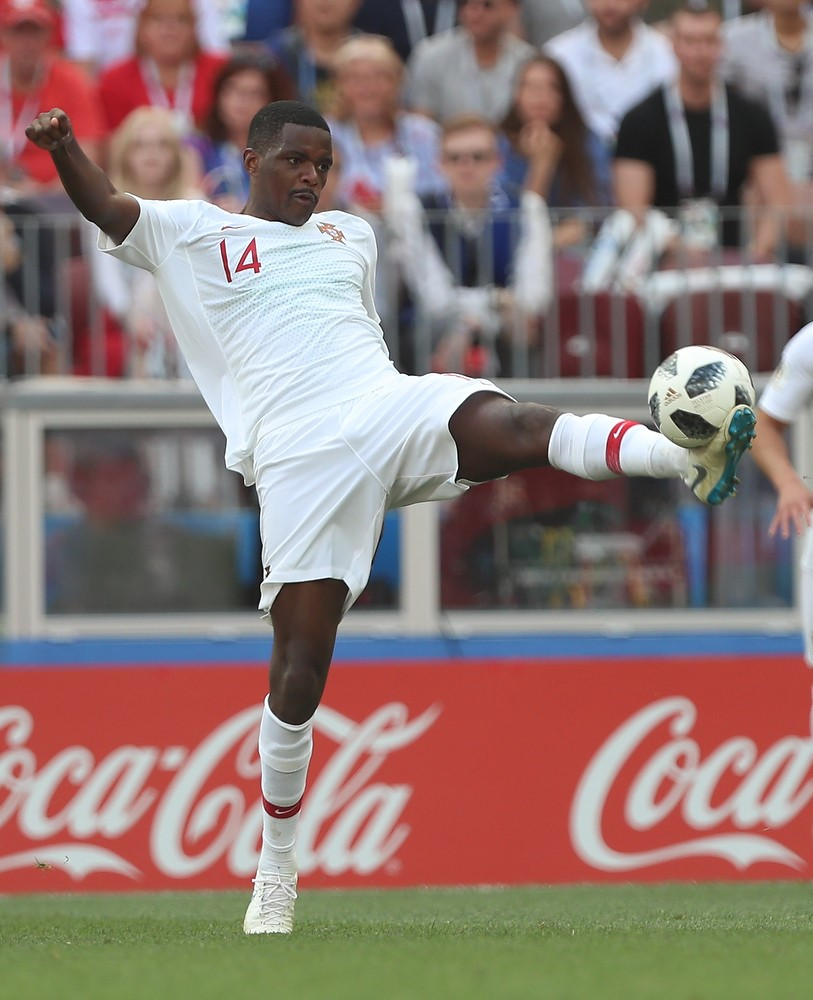
Carvalho en el partido Portugal Marruecos del mundial 2018.

Tras estar en todas las categorías inferiores de Portugal y tras realizar un gran arranque de temporada, William hizo su debut con la absoluta en noviembre de 2013, frente a Suecia, en el partido de vuelta de repesca para el Mundial 2014, disputando 11 minutos y con un resultado final de 2-3 a favor de los lusos. El jugador también fue convocado para la fase final de dicho mundial, donde su selección no pasó de la fase de grupos.
Posteriormente se convierte en un habitual en la selección. En 2016, fue uno de los 23 elegidos para representar a Portugal en la Eurocopa de Francia, torneo en el cual su selección resultaría campeona al vencer a la anfitriona en la final, en la prórroga, por un marcador de 1-0. 
El 17 de mayo de 2018 el seleccionador Fernando Santos lo incluyó en la lista de 23 para el Mundial, en el que disputó los cuatro partidos que jugó Portugal en el torneo.

### Participaciones en Copas del Mundo
| Mundial                        | Sede   | Resultado        | Partidos | Goles |
| ------------------------------ | ------ | ---------------- | -------- | ----- |
| Copa Mundial de Fútbol de 2014 | Brasil | Primera fase     | 2        | 0     |
| Copa Mundial de Fútbol de 2018 | Rusia  | Octavos de final | 4        | 0     |
| Copa Mundial de Fútbol de 2022 | Catar  | Cuartos de final | 4        | 0     |

### Participaciones en Eurocopas
| Copa          | Sede    | Resultado        | Partidos | Goles |
| ------------- | ------- | ---------------- | -------- | ----- |
| Eurocopa 2016 | Francia | Campeón          | 5        | 0     |
| Eurocopa 2020 | Europa  | Octavos de final | 2        | 0     |

## Estadísticas

### Clubes
Actualizado al último partido disputado el 23 de mayo de 2025.
| Club                         | Div.          | Temporada     | Liga  | Liga  | Copas nacionales | Copas nacionales | Copas internacionales | Copas internacionales | Total | Total |
| Club                         | Div.          | Temporada     | Part. | Goles | Part.            | Goles            | Part.                 | Goles                 | Part. | Goles |
| ---------------------------- | ------------- | ------------- | ----- | ----- | ---------------- | ---------------- | --------------------- | --------------------- | ----- | ----- |
| Sporting C. P. Portugal      | 1.ª           | 2010-11       | 1     | 0     | 0                | 0                | 0                     | 0                     | 1     | 0     |
| C. D. Fátima Portugal        | 3.ª           | 2011-12       | 13    | 3     | 0                | 0                | —                     | —                     | 13    | 3     |
| C. D. Fátima Portugal        | Total club    | Total club    | 13    | 3     | 0                | 0                | 0                     | 0                     | 13    | 3     |
| Círculo de Brujas · Bélgica  | 1.ª           | 2011-12       | 19    | 1     | —                | —                | —                     | —                     | 19    | 1     |
| Círculo de Brujas · Bélgica  | 1.ª           | 2012-13       | 28    | 2     | 4                | 0                | —                     | —                     | 32    | 2     |
| Círculo de Brujas · Bélgica  | Total club    | Total club    | 47    | 3     | 4                | 0                | 0                     | 0                     | 51    | 3     |
| Sporting C. P. Portugal      | 1.ª           | 2013-14       | 29    | 4     | 4                | 0                | —                     | —                     | 33    | 4     |
| Sporting C. P. Portugal      | 1.ª           | 2014-15       | 30    | 1     | 5                | 0                | 7                     | 0                     | 42    | 1     |
| Sporting C. P. Portugal      | 1.ª           | 2015-16       | 27    | 2     | 4                | 1                | 5                     | 0                     | 36    | 3     |
| Sporting C. P. Portugal      | 1.ª           | 2016-17       | 32    | 2     | 5                | 0                | 6                     | 0                     | 43    | 2     |
| Sporting C. P. Portugal      | 1.ª           | 2017-18       | 24    | 1     | 5                | 0                | 9                     | 0                     | 38    | 1     |
| Sporting C. P. Portugal      | Total club    | Total club    | 143   | 10    | 23               | 1                | 27                    | 0                     | 193   | 11    |
| Real Betis Balompié · España | 1.ª           | 2018-19       | 30    | 0     | 6                | 0                | 7                     | 0                     | 43    | 0     |
| Real Betis Balompié · España | 1.ª           | 2019-20       | 13    | 0     | 0                | 0                | —                     | —                     | 13    | 0     |
| Real Betis Balompié · España | 1.ª           | 2020-21       | 27    | 2     | 3                | 0                | —                     | —                     | 30    | 2     |
| Real Betis Balompié · España | 1.ª           | 2021-22       | 33    | 2     | 8                | 2                | 8                     | 0                     | 49    | 4     |
| Real Betis Balompié · España | 1.ª           | 2022-23       | 33    | 3     | 3                | 1                | 7                     | 0                     | 43    | 4     |
| Real Betis Balompié · España | 1.ª           | 2023-24       | 22    | 1     | 2                | 0                | 6                     | 0                     | 30    | 1     |
| Real Betis Balompié · España | 1.ª           | 2024-25       | 14    | 0     | 0                | 0                | 1                     | 0                     | 15    | 0     |
| Real Betis Balompié · España | Total club    | Total club    | 172   | 8     | 22               | 3                | 29                    | 0                     | 223   | 11    |
| C. F. Pachuca · México       | 1.ª           | 2025-26       | 0     | 0     | —                | —                | 0                     | 0                     | 0     | 0     |
| C. F. Pachuca · México       | Total club    | Total club    | 0     | 0     | 0                | 0                | 0                     | 0                     | 0     | 0     |
| Total carrera                | Total carrera | Total carrera | 375   | 24    | 49               | 4                | 56                    | 0                     | 480   | 28    |
| 1. 2.                        |               |               |       |       |                  |                  |                       |                       |       |       |

## Palmarés

### Títulos nacionales
| Título                      | Club                | País     | Año  |
| --------------------------- | ------------------- | -------- | ---- |
| Copa de Portugal            | Sporting C. P.      | Portugal | 2015 |
| Supercopa de Portugal       | Sporting C. P.      | Portugal | 2015 |
| Copa de la Liga de Portugal | Sporting C. P.      | Portugal | 2018 |
| Copa del Rey                | Real Betis Balompié | España   | 2022 |

### Títulos internacionales
| Título                      | Club (*)              | País     | Año  |
| --------------------------- | --------------------- | -------- | ---- |
| Eurocopa                    | Selección de Portugal | Francia  | 2016 |
| Liga de Naciones de la UEFA | Selección de Portugal | Portugal | 2019 |

(*) Incluyendo la selección.